# Euphorbia drummondii
Euphorbia drummondii es una especie fanerógama perteneciente a la familia de las euforbiáceas.  Es originaria de Australia.

## Taxonomía
Euphorbia drummondii fue descrita por Pierre Edmond Boissier y publicado en Centuria Euphorbiarum 14. 1860.
Etimología
Euphorbia: nombre genérico que deriva del médico griego del rey Juba II de Mauritania (52 a 50 a. C. - 23), Euphorbus, en su honor – o en alusión a su gran vientre –  ya que usaba médicamente Euphorbia resinifera. En 1753 Carlos Linneo asignó el nombre a todo el género.
 drummondii: epíteto otorgado en honor del botánico inglés Robert Bailey Drummond (1924-2008) autor de varios tratamientos para la flora del este de África y para la Flora Zambesiaca.
Sinonimia
- Chamaesyce drummondii (Boiss.) Soják
- Euphorbia cinerea W.Fitzg.
- Euphorbia drummondii var. dallachyana Baill.
- Euphorbia drummondii var. erythropeplis Baill.
- Euphorbia drummondii var. rubescens Benth.
- Euphorbia ferdinandii Baill.[5][6]